# La Guaira
La Guaira ist eine Stadt in Venezuela. Sie gilt traditionell als „Pforte Venezuelas“, da sie einen der bedeutendsten Häfen des Landes beherbergt und sich lediglich 20 Straßenkilometer entfernt nördlich der Hauptstadt Caracas befindet. Die Stadt hat 25.259 Einwohner und ist Hauptstadt des Bundesstaates La Guaira.

## Geographie
Die Stadt liegt im Norden Venezuelas am Karibischen Meer, in Ost-West-Richtung in der Mitte des Landes, wo die Kordillere bis ans Meer reicht. Die Stadt liegt zwischen null und 218 m Höhe auf einem dünnen Streifen zwischen Meer und dem Gebirgszug El Ávila sowie in den Falten des Letzteren. La Guaira ist mit der Nachbarstadt Maiquetía zusammengewachsen.
Die umliegende geographische Barriere ist auch physischen Grenze für das Stadtwachstum und bedingt, dass La Guiara trotz ihrer großen wirtschaftlichen, politischen und kulturellen Bedeutung nur eine geringe Einwohnerzahl hat.
Die Stadt und ihr Hafen sind von Caracas 20 km entfernt. Der größte Flughafen Venezuelas, der Aeropuerto Internacional de Maiquetía “Simón Bolívar”, der zu Caracas gerechnet wird, aber in Maiquetía liegt, ist weniger als 5 km von La Guaira entfernt.
Obwohl die Stadt am Karibischen Meer liegt, verfügt sie über keine Badestrände, da das Meer dort zu wild ist. Allerdings gibt es bedeutende Fischereistützpunkte. Das Klima ist tropisch mit einer Jahresdurchschnittstemperatur von 28 °C bei weniger als 200 mm Niederschlag pro Jahr. Allerdings litt die Stadt im Dezember 1999 stark unter sintflutartigen Niederschlägen, wobei von dem Gebirgszug, der zwischen La Guaira und Caracas liegt, enorme Schlammmassen heruntergespült wurden, die viele Häuser unter sich begruben und andere an den Hängen gebaute mit zum Abrutschen brachten. Teile der Stadt wurden zerstört. Die genaue Zahl der Toten blieb unsicher; man geht aber von bis zu 7000 aus. Noch heute sind Spuren der Zerstörung in einigen Teilen der Stadt zu sehen.

## Geschichte
Die Arawak hinterließen als erstes ihre Spuren in der Gegend des heutigen La Guaira. 500 Jahre vor der Ankunft Christoph Kolumbus’ in der Karibik wurden sie zumindest teilweise von den Kariben verdrängt.
Auf dem Gebiet des heutigen Bundesstaats La Guaira entwickelte sich dann das Tarma-Reich, das zwischen Puerto Maya und den Tälern des Tuy bestand. Die Tarma sprachen Karibe.
Ein Guaiquerí-Mestize aus der Gegend des heutigen Bundesstaates Nueva Esparta, Francisco Fajardo, gründete 1555 „La Villa del Rosario“. Der Versuch, die örtlichen Indianer friedlich für sich zu gewinnen, scheiterte 1557 insbesondere an den Übergriffen der ihn begleitenden Spanier. Die Indianer unter Führung von Häuptling Guaicamacuto beschlossen auf einer Versammlung auf dem Gebiet des heutigen Macuto, Fajardo und die seinen zu vertreiben. Diese Versammlung wird heute oft als eine Urform demokratischer Entscheidungsfindung gedeutet.
La Guaira wurde offiziell 1589 von Diego de Osorio gegründet. Die ursprüngliche Indianersiedlung Huaira erhielt den Namen „San Pedro de La Guaira“. Ab 1730 operierte von La Guaira aus die spanische Compañía Guipuzcoana, die das Monopol für den Handel in der damaligen spanischen Provinz Caracas innehatte. In dieser Zeit festigte La Guaira seine Stellung als bedeutendster Hafen Venezuelas. Im Mai 1862 gelang den Föderalisten die Befreiung politischer Gefangener aus dem Gefängnis der Stadt.
Am 9. Dezember 1902 begannen Kriegsschiffe aus Deutschland und Großbritannien in der Venezuela-Krise eine Seeblockade gegen La Guaira. Die Aggression war Teil ihrer sogenannten Kanonenbootdiplomatie zur Durchsetzung von Schuldendienst seitens des zahlungsunfähigen Venezuela. Dieser Aktion schloss sich Italien am 12. Dezember 1902 logistisch an. Die Europäer besetzten die Stadt.
Die Altstadt bewahrt trotz der Schäden durch Erdbeben (wie das von 1810) und Überschwemmungen (wie die von 1999) das Erbe dieser Zeit. In der Stadt wurden die venezolanischen Freiheitskämpfer José María España und Manuel Gual geboren, ebenso wie die Staatspräsidenten Carlos Soublette und José María Vargas. Der auf Curaçao geborene Freiheitsheld Manuel Piar verbrachte einen großen Teil seines Lebens in La Guaira.

## Sport
In La Guiara hat das beliebte Baseball-Team der Tiburones de La Guaira seinen Sitz (Baseball ist in Venezuela Nationalsport), ebenso die Basketball-Mannschaft der Delfines de La Guaira, die heute Tiburones de Vargas heißen. Die venezolanischen Baseballspieler Cristóbal Colón (u. a. Texas Rangers), Óscar Henríquez (u. a. Houston Astros), Carlos Martínez (u. a. Chicago White Sox und Cleveland Indians), Kelvim Escobar (u. a. Toronto Blue Jays) und Luis Rivas (u. a. Minnesota Twins) stammen von hier.

## Söhne und Töchter der Stadt
- Emilio Boggio (1857–1920), Maler
- Justus Theodor Valentiner (1869–1952), deutscher Verwaltungsbeamter und Universitätskurator
- Renata Cedeño Laya (* 20. Jh.), Komponistin
- Canelita Medina (1939–2023), Sängerin
- Carlos Martínez (1965–2006), Baseballspieler
- Juan Guaidó (* 1983), Wirtschaftsingenieur und Politiker
- Yangel Herrera (* 1998), Fußballspieler
- Keydomar Vallenilla (* 1999), Gewichtheber

- Die hanseatische Kaufmannsfamilie Blohm